# Granica afgańsko-chińska
Granica afgańsko-chińska – granica międzypaństwowa dzieląca terytoria Afganistanu i Chińskiej Republiki Ludowej, ciągnąca się na długości 76 km przez korytarz wachański.
Na granicy leży wysokogórska przełęcz Wachdżir (4923 m n.p.m.).

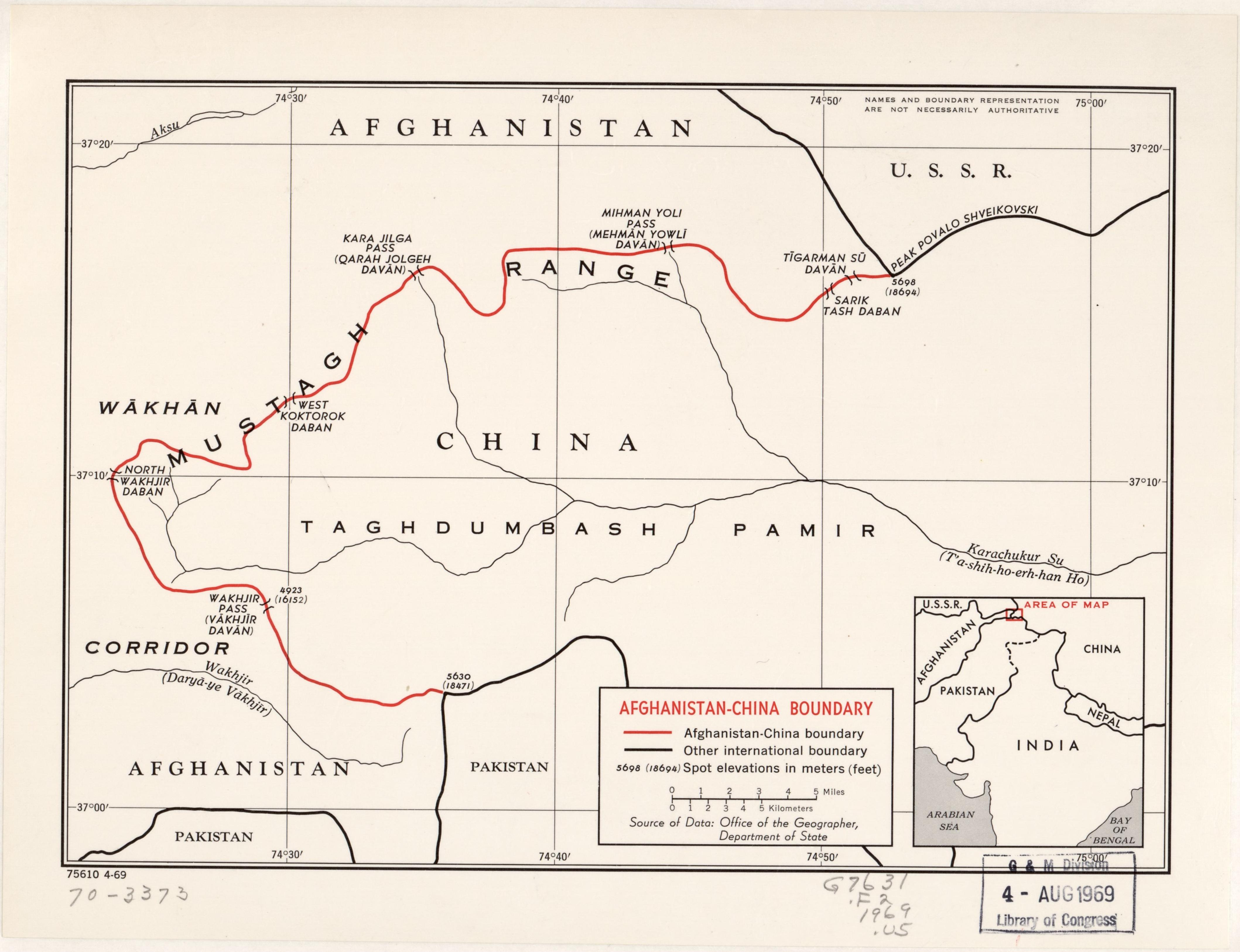
Granica afgańsko-chińska (1969)

Korytarz wachański, a więc i granica afgańsko-chińska, stanowią sztuczne twory polityczne, powstałe pod koniec XIX wieku w wyniku tzw. Wielkiej Gry – rywalizacji między Wielką Brytanią a Rosją o panowanie nad Środkową Azją. Korytarz wachański stanowił neutralną afgańską strefę rozdzielającą rosyjski Turkiestan na północy od brytyjskich Indii na południu. Powstał po ostatecznym wytyczeniu granicy rosyjsko-afgańskiej w 1895 i granicy indyjsko-afgańskiej (tzw. linii Duranda) w 1896.
Granica afgańsko-chińska została zamknięta w 1949 roku przez komunistyczne władze Chińskiej Republiki Ludowej. Afganistan kilkakrotnie prosił Chiny o otwarcie granicy, aby użyć jej jako alternatywnej drogi zaopatrzenia w wojnie z Talibami. Chiny za każdym razem odmawiały głównie z powodu niestabilnej sytuacji w Sinciangu, który graniczy z korytarzem.
Na granicy dochodzi do największej na świecie zmiany oficjalnego czasu – z +4:30 w Afganistanie do +8:00 w Chinach.